# Boris Dumienko
Boris Mokiejewicz Dumienko (ros. Борис Мокеевич Думенко, ur. 1888, zm. 11 maja 1920) – uczestnik rosyjskiej wojny domowej, jeden z twórców czerwonej kawalerii.

## Życiorys
Pochodził znad Donu, z rodziny inogorodnych (nie Kozaków). Walczył w I wojnie światowej, dosłużył się stopnia wachmistrza.
Po rewolucji październikowej, w pierwszych miesiącach wojny domowej w Rosji utworzył nad Donem oddział czerwonych partyzantów, który brał udział w starciach z siłami białych Kozaków dońskich. Następnie walczył na czele pułku kawalerii i 4 dywizji kawalerii – pierwszej dywizji kawalerii, jaka powstała na froncie południowym wojny domowej w Rosji. Odznaczył się w bitwach o Carycyn i stanicę Wielikokniażeską. W kwietniu 1919 r. na czele jednostek kawalerii wchodzących w skład 10 Armii dowodził uderzeniem w kierunku Rostowa nad Donem. Manewr ten, skoordynowany z ofensywą w Donbasie, odniósł początkowe sukcesy i zagroził otoczeniem trzonu Sił Zbrojnych Południa Rosji. Ostatecznie jednak uderzenie czerwonych zostało odparte i 10 Armia musiała wycofać się na północ.
1 korpus kawalerii utworzony przez Dumienkę został 19 listopada 1919 r., w toku operacji woronesko-kastornieńskiej, przekształcony w 1 Armię Konną pod dowództwem Siemiona Budionnego. Dumienko pozostał dowódcą 2 korpusu i odegrał znaczącą rolę podczas operacji chopiorsko-dońskiej, a następnie operacji rostowsko-nowoczerkaskiej, 7 stycznia 1920 r. zajmując Nowoczerkask. Następnie korpus Dumienki brał udział w operacji dońsko-manyckiej, odnosząc początkowo 28 stycznia znaczące sukcesy, jednak następnego dnia został zmuszony do wycofania się.
Siły podległe Dumience, podobnie jak 1 Armia Konna Budionnego, dopuściły się w zajętych miastach rabunków na masową skalę. W celu uspokojenia mieszkańców miast władze radzieckie zdecydowały się pokazowo ukarać Dumienkę. Dowódca kawalerii, cieszący się dotąd ogromnym szacunkiem i sławą wśród czerwonych, został aresztowany oficjalnie za zabójstwo komisarza politycznego jego korpusu, W. Mikeladzego, 23 lutego 1920 r. w stanicy Bagajewskiej. Następnie oskarżono go również o akty grabieży i przemocy wobec ludności cywilnej oraz o antysemityzm. Do aresztowania Dumienki przyczynił się również Dmitrij Żłoba, który dowodził w jego korpusie brygadą kawalerii oraz Siemion Budionny, który rywalizował z nim o sławę głównego twórcy czerwonej kawalerii. Usunięcie Dumienki miało odwrócić uwagę od faktu, że również 1 Armia Konna Budionnego podczas przekraczania Donu i Manycza poniosła porażkę w starciu z kawalerią białych.
6 maja 1920 r. trybunał rewolucyjny skazał Dumienkę oraz jego sztabowych współpracowników (Marka Kołpakowa, Michaiła Abramowa, Iwana Blecherta oraz Siergieja Krawczenkę) na śmierć. Prośba o ułaskawienie została odrzucona, wyrok wykonano 11 maja tego samego roku. W 1964 r. Dumienko został zrehabilitowany. W radzieckiej historiografii jego udział w wojnie domowej był nadal przemilczany, a odniesione przez niego zwycięstwa przypisywano oddziałom Budionnego.